# Eria crassicaulis
Eria crassicaulis är en orkidéart som beskrevs av Joseph Dalton Hooker. Eria crassicaulis ingår i släktet Eria och familjen orkidéer.
Artens utbredningsområde är Assam (Indien). Inga underarter finns listade i Catalogue of Life.